# 반숭땃쥐
반숭땃쥐(Chodsigoa caovansunga)는 붉은이땃쥐아과 코드시고아속에 속하는 땃쥐류의 일종이다. 표본은 베트남에서 발견되었다. 학명은 하노이에 있는 생태생물자원연구소의 소형 포유류 권위자인 까오 반 숭 박사의 이름을 따라 지었다. 모식표본을 채집한 곳은 하장 성 비쑤옌 현 까오보의 떠이꼰링 II 산의 해발 고도 1500m 지역(22° 45'27 "N 104° 49'49" W)이다. 반숭땃쥐는 크기가 작은 종으로 비교적 짧은 꼬리를 갖고 있다. 손발은 갈색을 띤다.